# Centro Federal de Educação Tecnológica
Centro Federal de Educação Tecnológica (CEFET) é uma rede de institutos de ensino brasileiros pertencentes à esfera federal e diretamente ligados ao Ministério da Educação. Os CEFET oferecem cursos em diversos níveis, como ensino médio, técnico e superior e com a criação da Rede Federal de Educação Profissional e Tecnológica (Lei 11.892/2008), a maior parte dos CEFET foram convertidos em Institutos Federais (IF), passando a compor a rede dos Instituto Federal de Educação, Ciência e Tecnologia. Três deles, porém, não fizeram a conversão: CEFET - PR, CEFET - RJ e CEFET - MG, que apesar de também fazerem parte da nova rede, pretendiam se tornar Universidades Tecnológicas Federais - o do Paraná foi o único que conseguiu, se tornando a Universidade Tecnológica Federal do Paraná. Assim, atualmente existem apenas CEFET no Rio de Janeiro e em Minas Gerais.

## História
Os CEFET foram criados em junho de 1978 para substituir algumas das Escolas Técnicas Federais e/ou Escolas Agrotécnicas Federais existentes no Brasil, com a autonomia administrativa, patrimonial, financeira, didático-pedagógica e disciplinar, ou seja, sendo transformados em autarquias federais, como respostas às demandas por formação profissional ao desenvolvimento econômico estabelecido no país ao final da década de 1970.
Com a Lei N° 6.545 sancionada em junho de 1978, três ETF são realinhadas as novas diretrizes: CEFET-PR, CEFET-RJ e CEFET-MG, por possuírem capacidades instaladas para o novo ensino e por já administrarem cursos de Engenharia de Operações.
Por mais de uma década, somente estes três CEFET existiram no Brasil e em 1994, com a aprovação da Lei Nº 8.948, foi ampliada a rede, transformando outras Escolas Técnicas e Escolas Agrotécnicas em Centros Federais, como o CEFET-AM, CEFET-RS ou o CEFET-SP, que posteriormente são transformados em IF.

## CEFET no Brasil
Abaixo estão listados todos os CEFET que ainda existem e suas respectivas UNED ou campi, separadas por estados.

### Minas Gerais
- Centro Federal de Educação Tecnológica de Minas Gerais
  - Três unidades de ensino em Belo Horizonte
  - Unidade de Ensino Descentralizada de Araxá
  - Unidade de Ensino Descentralizada de Divinópolis
  - Unidade de Ensino Descentralizada de Leopoldina
  - Unidade de Ensino Descentralizada de Timóteo
  - Unidade de Ensino Descentralizada de Nepomuceno
  - Unidade de Ensino Descentralizada de Varginha
  - Unidade de Ensino Descentralizada de Curvelo
  - Unidade de Ensino Descentralizada de Contagem

### Rio de Janeiro
- Centro Federal de Educação Tecnológica Celso Suckow da Fonseca[6]
  - Unidade Sede do Maracanã[7][8]
  - Unidade de Ensino Descentralizada de Maria da Graça
  - Unidade de Ensino Descentralizada de Nova Iguaçu
  - Unidade de Ensino Descentralizada de Petrópolis
  - Unidade de Ensino Descentralizada de Nova Friburgo
  - Unidade de Ensino Descentralizada de Itaguaí
  - Unidade de Ensino Descentralizada de Angra dos Reis
  - Núcleo Avançado de Valença[9]